# James Prescott Joule

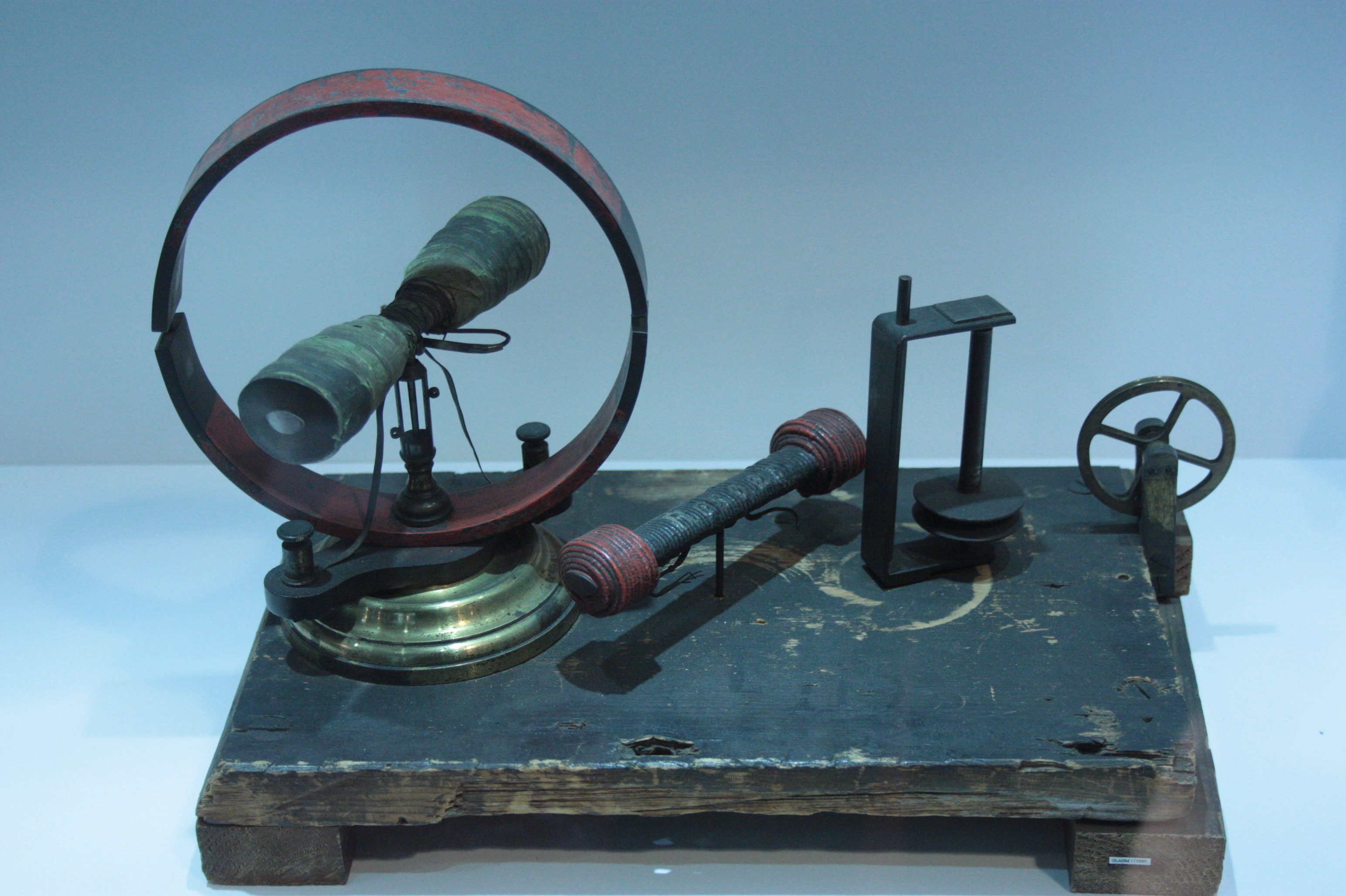
Một động cơ điện được James Joule trình bày cho Kelvin vào năm 1842. Bảo tàng Hunterian, Glasgow.

James Prescott Joule (phiên âm: Giêm Pre-xcốt Jun) ( 24 tháng 12 năm 1818 - 11 tháng 10 năm 1889) là một nhà vật lý người Anh sinh tại Salford, Lancashire. Joule là người học về nhiệt và đã có công phát hiện ra mối liên hệ của nhiệt với công. Phát hiện này đã dẫn đến sự ra đời của định luật bảo toàn năng lượng, định luật đã tạo tiền đề cho sự phát triển của nguyên lý thứ nhất của nhiệt động lực học. Đơn vị công joule, được đặt theo tên của ông. James Joule là người lập nên định luật Joule–Lenz, định luật về tính toán lượng nhiệt tỏa ra từ một đoạn dây với dòng điện chạy qua.
Ông đã làm việc với Lord Kelvin để phát triển thang nhiệt độ nhiệt động tuyệt đối, được gọi là thang đo Kelvin. Joule cũng đã thực hiện các quan sát về từ tính, ông đã tìm thấy mối quan hệ giữa dòng điện thông qua một điện trở và nhiệt lượng tiêu tan, còn được gọi là định luật đầu tiên của Joule. Các thí nghiệm của ông về biến đổi năng lượng được công bố lần đầu tiên vào năm 1843.

## Tuổi thơ
James Joule sinh năm 1818, là con trai của Benjamin Joule (1784 - 1858), một nhà sản xuất bia giàu có, và vợ của ông, Alice Prescott, trên đường New Bailey ở Salford. Joule được nhà khoa học nổi tiếng John Dalton dạy kèm khi còn là một chàng trai trẻ và chịu ảnh hưởng mạnh mẽ của nhà hóa học William Henry và các kỹ sư của Manchester, Peter Ewart và Eaton Hodgkinson. Joule bị điện mê hoặc, và ông và anh trai đã thử nghiệm bằng cách thử những cú sốc điện cho nhau và cho những người hầu của gia đình.
Khi trưởng thành, Joule quản lý nhà máy bia. Khoa học chỉ đơn thuần là một sở thích nghiêm túc của ông. Vào khoảng năm 1840, ông bắt đầu nghiên cứu tính khả thi của việc thay thế động cơ hơi nước của nhà máy bia bằng động cơ điện mới được phát minh. Những bài báo khoa học đầu tiên của ông về chủ đề này đã được đóng góp cho Biên niên sử Điện lực của William Sturgeon. Joule là một thành viên của Hiệp hội Điện Luân Đôn, được thành lập bởi Sturgeon và những người khác.
Được thúc đẩy một phần bởi mong muốn của một doanh nhân để định lượng tính kinh tế của sự lựa chọn, và một phần bởi sự tò mò khoa học của mình, Joule đã quyết định tìm phương pháp chính nào hiệu quả hơn. Ông đã khám phá ra định luật đầu tiên của Joule vào năm 1841, rằng nhiệt lượng mà có liên quan hành động thích hợp của bất kỳ dòng điện nào cũng tỷ lệ với bình phương cường độ của dòng điện đó, nhân với khả năng chống lại sự dẫn điện mà nó chạy qua. Ông tiếp tục nhận ra rằng đốt một pound than trong động cơ hơi nước là kinh tế hơn so với một pound kẽm đắt tiền tiêu thụ trong một pin điện. Joule nắm bắt đầu ra của các phương pháp thay thế theo tiêu chuẩn chung, khả năng nâng một khối lượng nặng một pound lên độ cao một feet.
Tuy nhiên, mối quan tâm của Joule chuyển từ câu hỏi tài chính hạn hẹp sang vấn đề có thể trích xuất bao nhiêu công việc từ một nguồn nhất định, khiến ông suy đoán về khả năng chuyển đổi năng lượng. Năm 1843, ông đã công bố kết quả thí nghiệm cho thấy hiệu ứng làm nóng mà ông đã định lượng vào năm 1841 là do sự sinh nhiệt trong dây dẫn chứ không phải do nó truyền từ một phần khác của thiết bị. Đây là một thách thức trực tiếp đối với lý thuyết nhiệt lượng cho rằng nhiệt không thể tạo ra hoặc phá hủy. Lý thuyết nhiệt lượng đã chi phối suy nghĩ trong khoa học về nhiệt kể từ khi được Antoine Lavoisier giới thiệu vào năm 1783. Uy tín của Lavoisier và thành công thực tế của lý thuyết nhiệt lượng của động cơ nhiệt của Sadi Carnot kể từ năm 1824 đảm bảo rằng Joule trẻ, làm việc bên ngoài học viện hoặc nghề kỹ sư, có một con đường khó khăn phía trước. Những người ủng hộ lý thuyết nhiệt lượng dễ dàng chỉ ra tính đối xứng của hiệu ứng Peltier-Seebeck để khẳng định rằng nhiệt và dòng điện có thể chuyển đổi trong một quá trình có thể đảo ngược, ít nhất là xấp xỉ.

## Tương đương cơ học của nhiệt
Các thí nghiệm và đo đạc tiếp theo với động cơ điện của mình đã khiến Joule ước tính tương đương cơ học của nhiệt là 4.1868 joules trên mỗi calo công việc để tăng nhiệt độ của một gram nước lên một Kelvin.  Ông đã công bố kết quả của mình tại một cuộc họp của bộ phận hóa học của Hiệp hội vì sự tiến bộ khoa học của Anh tại Cork vào tháng 8 năm 1843 và đã gặp phải sự im lặng.
Joule đã không nản lòng và bắt đầu tìm kiếm một minh chứng cơ học thuần túy về việc chuyển đổi công thành nhiệt. Bằng cách buộc nước qua một xi lanh đục lỗ, Joule có thể đo được sự gia nhiệt nhớt nhẹ của chất lỏng. Ông đã thu được một cơ khí tương đương với 770   ft · lbf / Btu (4,14 joule/calo (J/cal)). Thực tế là các giá trị thu được bằng cả phương tiện điện và cơ học hoàn toàn phù hợp với ít nhất một bậc độ lớn, đối với Joule, là bằng chứng thuyết phục về thực tế của khả năng chuyển đổi công thành nhiệt.
Wherever mechanical force is expended, an exact equivalent of heat is always obtained.— J.P. Joule, August, 1843

Joule hiện đã thử một cách thứ ba. Ông đo nhiệt lượng sinh ra so với công việc thực hiện trong việc nén khí. Ông đã đạt được một cơ học tương đương 798 ft·lbf/Btu (4,29 J/cal). Theo nhiều cách, thí nghiệm này đưa ra mục tiêu dễ dàng nhất cho các nhà phê bình của Joule nhưng Joule đã loại bỏ những phản đối dự đoán bằng thử nghiệm thông minh. Joule đã đọc bài báo của mình cho Hội Hoàng gia vào ngày 20 tháng 6 năm 1844,  nhưng bài báo của ông đã bị Hội Hoàng gia từ chối xuất bản và ông phải hài lòng với việc xuất bản trên Tạp chí Triết học năm 1845. bài báo ông đã thẳng thắn bác bỏ lý luận nhiệt calorie của Carnot và Émile Clapeyron, một sự từ chối một phần theo hướng thần học:
I conceive that this theory ... is opposed to the recognised principles of philosophy because it leads to the conclusion that vis viva may be destroyed by an improper disposition of the apparatus: Thus Mr Clapeyron draws the inference that 'the temperature of the fire being 1000 °C to 2000 °C higher than that of the boiler there is an enormous loss of vis viva in the passage of the heat from the furnace to the boiler.' Believing that the power to destroy belongs to the Creator alone I affirm ... that any theory which, when carried out, demands the annihilation of force, is necessarily erroneous.

Joule ở đây áp dụng ngôn ngữ của vis viva (năng lượng), có thể là do Hodgkinson đã đọc một bài phê bình của Ewart về biện pháp di chuyển lực lượng đến Hội văn học và triết học vào tháng 4 năm 1844.
... the mechanical power exerted in turning a magneto-electric machine is converted into the heat evolved by the passage of the currents of induction through its coils; and, on the other hand, that the motive power of the electromagnetic engine is obtained at the expense of the heat due to the chemical reactions of the battery by which it is worked.

Vào tháng 6 năm 1845, Joule đã đọc bài viết của mình Về sự tương đương cơ học của nhiệt đối với cuộc họp của Hiệp hội Anh tại Cambridge. Trong tác phẩm này, ông đã báo cáo thí nghiệm nổi tiếng nhất của mình, liên quan đến việc sử dụng trọng lượng rơi, trong đó trọng lực làm công việc cơ học, để quay một bánh xe chèo trong một thùng nước cách nhiệt làm tăng nhiệt độ. Ông ước tính tương đương cơ học là 819 ft·lbf/Btu (4,41 J/cal). Ông đã viết một lá thư cho Tạp chí Triết học, xuất bản vào tháng 9 năm 1845 mô tả thí nghiệm của ông.

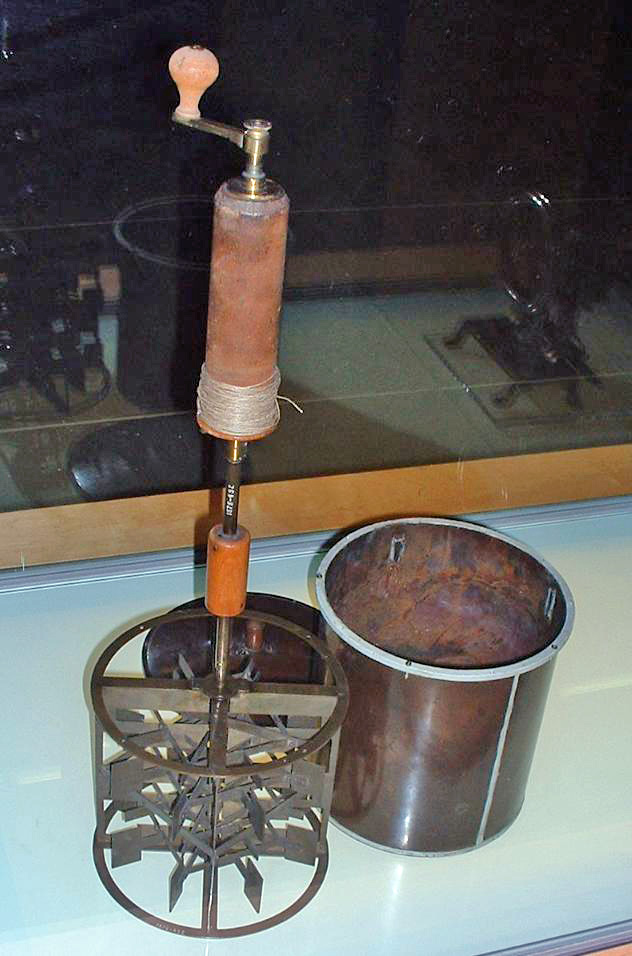
Bộ máy nhiệt của Joule, 1845

Năm 1850, Joule đã công bố một phép đo chính xác hơn, 772.692 ☃☃ ft · lbf / Btu (4.159 J/cal), gần hơn với ước tính thế kỷ XX.

## Đón nhận

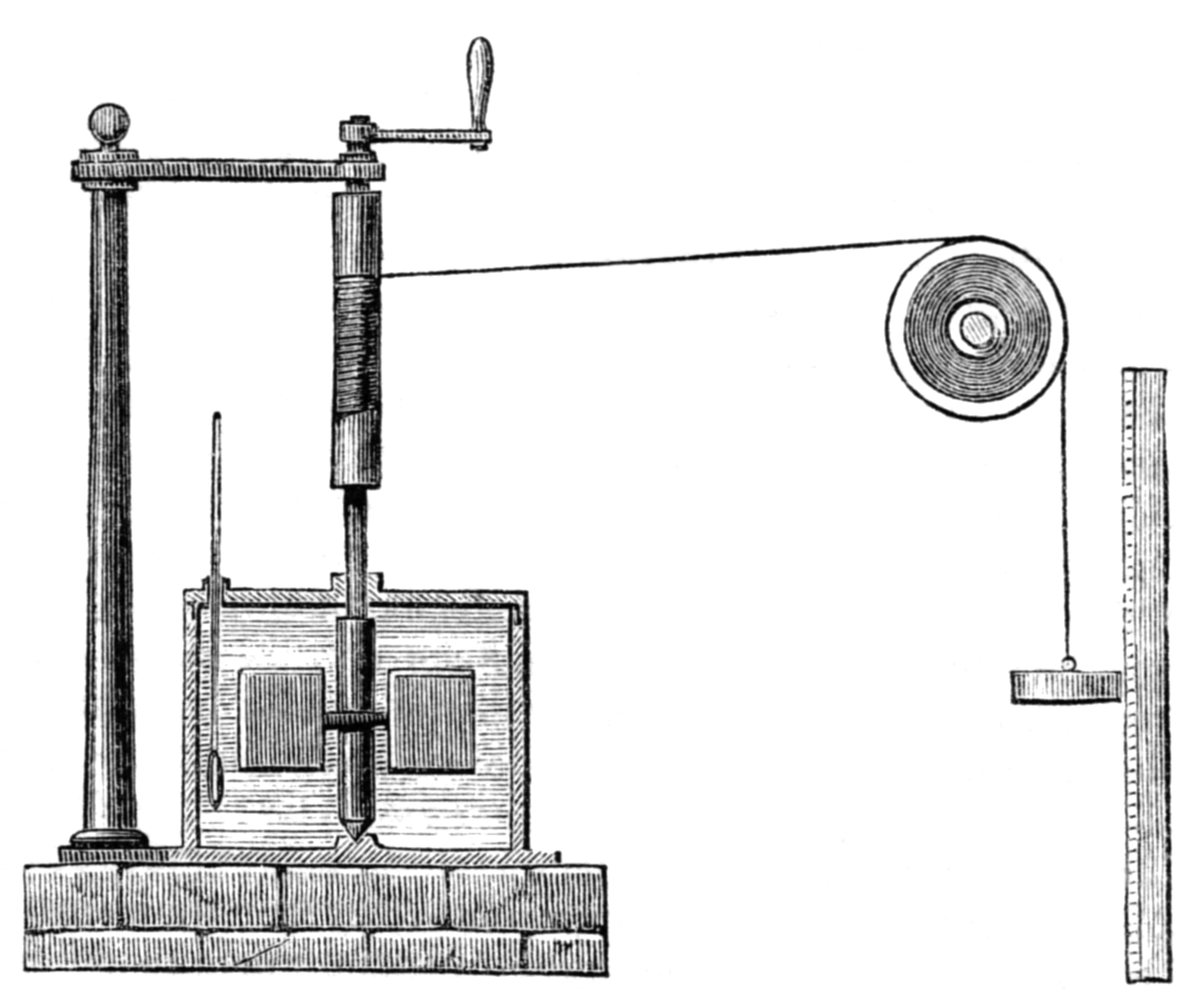
Thiết bị của Joule để đo tương đương cơ học của nhiệt

Phần lớn sự kháng cự ban đầu đối với các khám phá của Joule xuất phát từ sự phụ thuộc vào các phép đo cực kỳ chính xác. Ông tuyên bố để có thể đo nhiệt độ trong phạm vi 1⁄200 độ Fahrenheit (3 mK). Độ chính xác như vậy chắc chắn là không phổ biến trong vật lý thực nghiệm đương đại, nhưng những người nghi ngờ ônga có thể đã bỏ qua kinh nghiệm của ông trong nghệ thuật sản xuất bia và tiếp cận với các công nghệ thực tế của nó. Ông cũng được hỗ trợ bởi nhà sản xuất dụng cụ khoa học John Benjamin Dancer. Các thí nghiệm của Joule đã bổ sung cho công trình lý thuyết của Rudolf Clausius, người được một số người coi là đồng tác giả của khái niệm năng lượng.
Joule đã đề xuất một lý thuyết động học về nhiệt (ông tin rằng nó là một dạng quay, chứ không phải là động năng, động học), và điều này đòi hỏi một bước nhảy vọt về mặt khái niệm: nếu nhiệt là một dạng chuyển động phân tử, tại sao không chuyển động các phân tử dần dần chết đi? Ý tưởng của Joule yêu cầu người ta tin rằng sự va chạm của các phân tử là hoàn toàn đàn hồi. Chúng ta cũng nên nhớ rằng sự tồn tại của các nguyên tử và phân tử chưa được chấp nhận rộng rãi trong vòng 50 năm sau Joule.
Mặc dù ngày nay có thể khó hiểu được sức hấp dẫn của lý thuyết calo, nhưng tại thời điểm đó nó dường như có một số lợi thế rõ ràng. Lý thuyết thành công về động cơ nhiệt của Carnot cũng dựa trên giả định nhiệt lượng, và chỉ sau đó, Lord Kelvin đã chứng minh rằng toán học của Carnot có giá trị như nhau mà không cần sử dụng chất lỏng calo.
Tuy nhiên, ở Đức, Hermann Helmholtz nhận thức được cả công việc của Joule và tác phẩm tương tự năm 1842 của Julius Robert von Mayer. Mặc dù cả hai người đã bị lãng quên kể từ các ấn phẩm tương ứng của họ, tuyên bố dứt khoát năm 1847 của Helmholtz về việc bảo tồn năng lượng đã ghi nhận khám phá của cả hai.
Cũng trong năm 1847, một bài thuyết trình khác của Joule tại Hiệp hội Anh ở Oxford có sự tham dự của George Gabriel Stokes, Michael Faraday, và William Thomson, người sớm phát triển, sau này trở thành Lord Kelvin, người vừa được bổ nhiệm làm giáo sư triết học tự nhiên tại Đại học của Glasgow. Stokes "có khuynh hướng trở thành một Joulite" và Faraday "rất ấn tượng với nó" mặc dù ông có những nghi ngờ. Thomson tò mò nhưng hoài nghi.
Không ngờ, Thomson và Joule đã gặp nhau vào cuối năm đó tại Chamonix. Joule kết hôn với Amelia Grimes vào ngày 18 tháng 8 và cặp đôi đi hưởng tuần trăng mật. Mặc dù nhiệt tình trong hôn nhân, Joule và Thomson đã sắp xếp thử một vài ngày sau đó để đo chênh lệch nhiệt độ giữa đỉnh và đáy thác Cascade de Sallanches, mặc dù điều này sau đó đã tỏ ra không thực tế.
Mặc dù Thomson cảm thấy rằng kết quả của Joule yêu cầu giải thích lý thuyết, ông chuyển sang bảo vệ tinh thần của trường Carnot-Clapeyron. Trong ghi chép về nhiệt độ tuyệt đối năm 1848 của mình, Thomson đã viết rằng "việc chuyển đổi nhiệt (hoặc nhiệt lượng) thành hiệu ứng cơ học có lẽ là không thể, chắc chắn chưa được khám phá"   - nhưng một chú thích báo hiệu sự nghi ngờ đầu tiên của ông về lý thuyết nhiệt lượng, đề cập đến đến "những khám phá rất đáng chú ý" của Joule. Đáng ngạc nhiên, Thomson đã không gửi cho Joule một bản sao của bài báo nhưng cuối cùng khi Joule đọc nó, anh đã viết cho Thomson vào ngày 6 tháng 10, tuyên bố rằng các nghiên cứu của anh đã chứng minh sự chuyển đổi nhiệt thành công việc nhưng anh đang lên kế hoạch cho các thí nghiệm tiếp theo. Thomson trả lời vào ngày 27, tiết lộ rằng ông đang lên kế hoạch cho các thí nghiệm của riêng mình và hy vọng sẽ có một sự hòa giải giữa hai quan điểm của họ. Mặc dù Thomson không tiến hành các thí nghiệm mới, trong hai năm tiếp theo, anh ngày càng không hài lòng với lý thuyết của Carnot và bị thuyết phục bởi Joule. Trong bài viết năm 1851 của mình, Thomson sẵn sàng không đi xa hơn một thỏa hiệp và tuyên bố "toàn bộ lý thuyết về động lực của nhiệt được thiết lập dựa trên   hai   các mệnh đề, tương ứng với Joule, và Carnot và Clausius ".
Ngay khi Joule đọc bài báo, ông đã viết cho Thomson với những bình luận và câu hỏi của mình. Do đó, bắt đầu một sự hợp tác, mặc dù phần lớn mang tính sử thi, giữa hai người, Joule tiến hành thí nghiệm, Thomson phân tích kết quả và đề xuất các thí nghiệm tiếp theo. Sự hợp tác kéo dài từ năm 1852 đến 1856, những khám phá của nó bao gồm hiệu ứng Joule-Thomson và kết quả được công bố đã mang lại nhiều sự chấp nhận chung cho công việc của Joule và lý thuyết động học.

## Thuyết động học

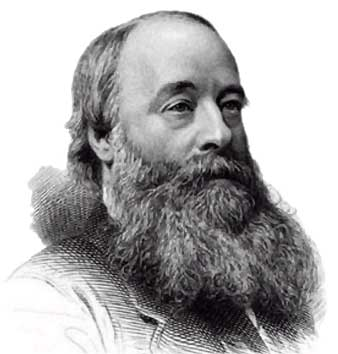
James Prescott Joule

Động học là khoa học của chuyển động. Joule là học trò của Dalton và không có gì ngạc nhiên khi ông học được niềm tin vững chắc vào lý thuyết nguyên tử, mặc dù có nhiều nhà khoa học thời đó vẫn còn hoài nghi. Ông cũng là một trong số ít người tiếp nhận công việc bị bỏ quên của John Herapath về lý thuyết động học của khí. Ông đã bị ảnh hưởng sâu sắc hơn nữa bởi bài báo năm 1813 của Peter Ewart Về thước đo lực di chuyển.
Joule nhận thức được mối quan hệ giữa những khám phá của anh và lý thuyết nhiệt động học. Sổ ghi chép trong phòng thí nghiệm của ông tiết lộ rằng ông tin rằng nhiệt là một dạng quay, chứ không phải là chuyển động tịnh tiến.
Joule không thể cưỡng lại việc tìm ra tiền đề về quan điểm của mình ở Francis Bacon, Sir Isaac Newton, John Locke, Benjamin Thompson (Count Rumford) và Sir Humphry Davy. Mặc dù quan điểm như vậy là hợp lý, Joule tiếp tục ước tính giá trị tương đương với nhiệt cơ học là 1034 pound từ các ấn phẩm của Rumford. Một số nhà văn hiện đại đã chỉ trích cách tiếp cận này với lý do các thí nghiệm của Rumford hoàn toàn không đại diện cho các phép đo định lượng có hệ thống. Trong một trong những ghi chú cá nhân của mình, Joule cho rằng số đo của Mayer không chính xác hơn Rumford, có lẽ với hy vọng rằng Mayer đã không lường trước được công việc của mình.
Joule đã được quy cho việc giải thích hiện tượng chớp màu xanh hoàng hôn trong một lá thư gửi Hội văn học và triết học Manchester năm 1869; thật ra, ông chỉ lưu ý (với một bản phác thảo) cái nhìn thoáng qua cuối cùng là màu xanh hơi xanh, mà không cố gắng giải thích nguyên nhân của hiện tượng này.

## Vinh danh

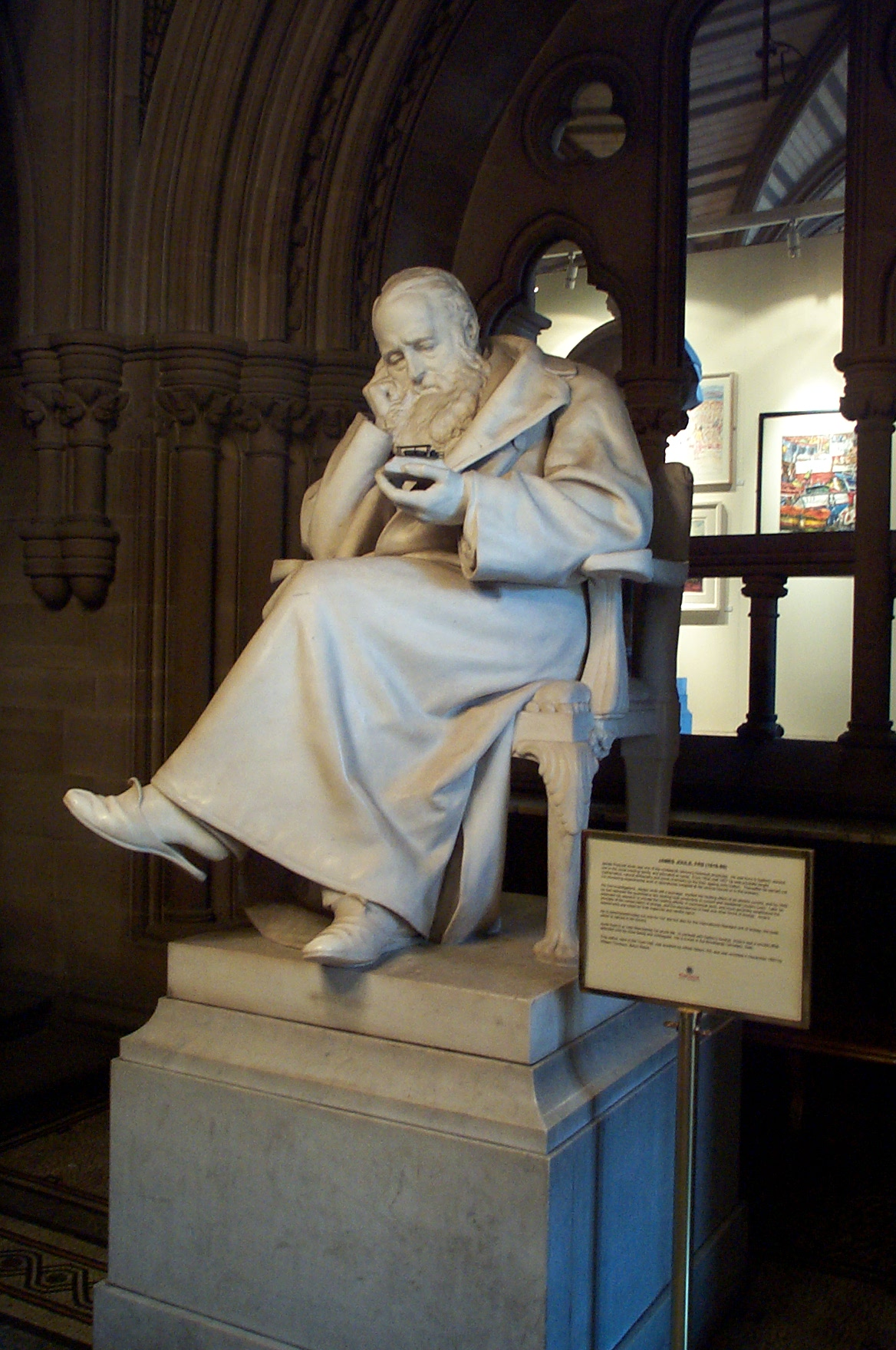
Một bức tượng của Joule trong Tòa thị chính Manchester

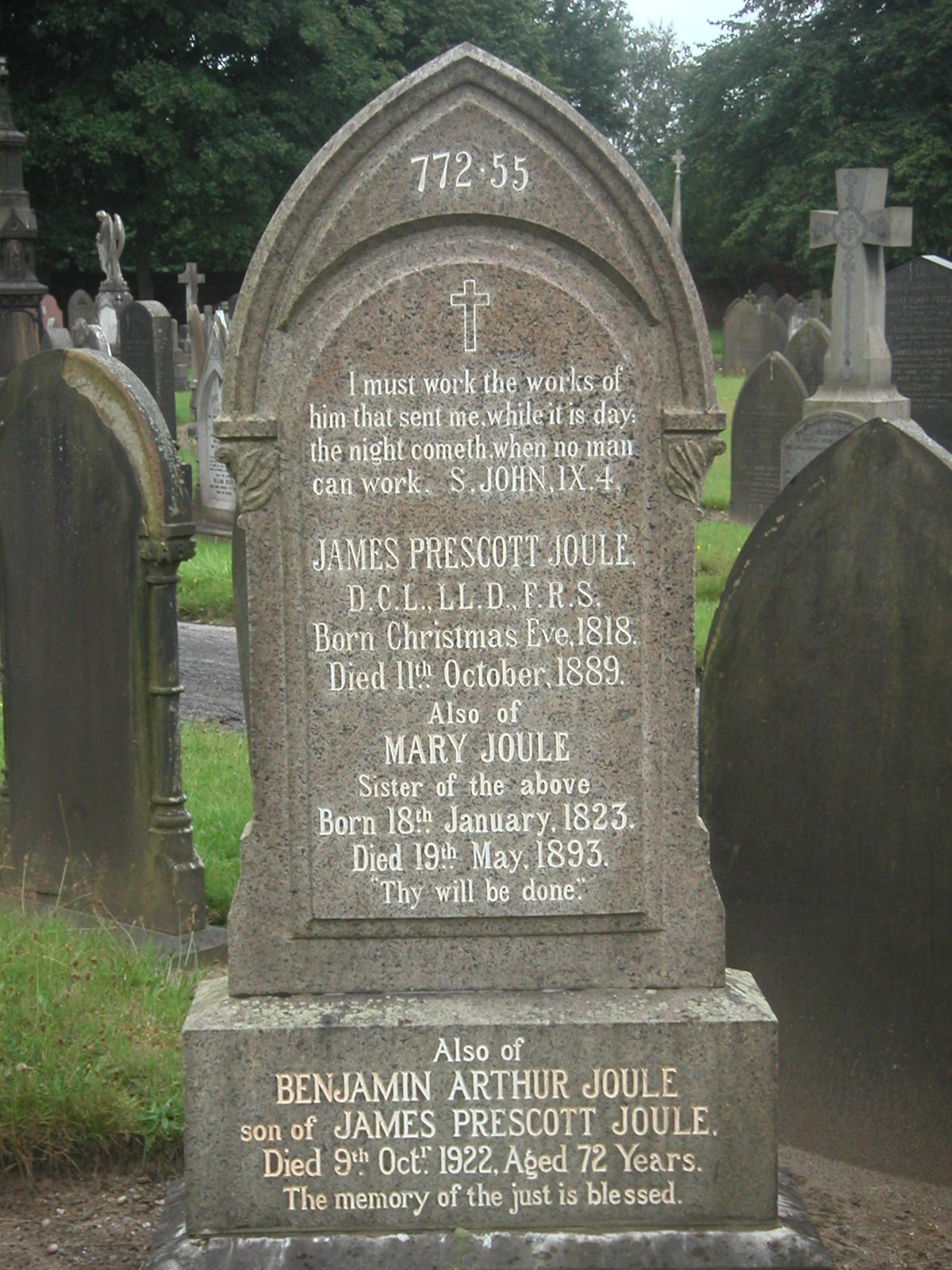
Bia mộ của Joule trong nghĩa trang Brooklands, Sale

Joule chết tại nhà ở Sale và được chôn cất tại nghĩa trang Brooklands ở đó. Bia mộ của ông được ghi số "772,55", con số đo lường của ông năm 1878 về tương đương cơ học của nhiệt, trong đó ông phát hiện ra rằng phải mất 772.55 foot pound công tại mực nước biển để tăng nhiệt độ của một pound nước từ 60 đến 61 °F. Trên bia mộ cũng trích dẫn Phúc âm John: "Tôi phải làm việc với các khám phá mà anh đã gửi cho tôi, vào ban ngày: khi đêm tới, không có ai làm việc". Quán rượu của Wetherspoon ở Sale, thị trấn nơi ông chết, được đặt tên là "The JP Joule" theo tên ông. Nhà máy bia gia đình của Joule tồn tại cho đến ngày nay nhưng hiện được đặt tại Chợ Drayton.  
Joule có rất nhiều danh hiệu và khen tặng bao gồm:
- Thành viên của Hiệp hội Hoàng gia (1850)
  - Huy chương Hoàng gia (1852), 'Đối với bài viết của ông về cơ học tương đương với nhiệt, được in trong Giao dịch triết học cho năm 1850'
  - Huy chương Copley (1870), 'Đối với các nghiên cứu thử nghiệm của ông về lý thuyết động lực học nhiệt'
- Chủ tịch Hội văn học và triết học Manchester (1860)
- Chủ tịch Hiệp hội vì sự tiến bộ của khoa học Anh (1872, 1887)
- Thành viên danh dự của Viện Kỹ sư và Công nhân đóng tàu ở Scotland (1857)
- Bằng cấp danh dự:
  - LL. D, Đại học Trinity, Dublin (1857)
  - DCL, Đại học Oxford (1860)
  - LL. D., Đại học Edinburgh (1871)
- Joule nhận được một khoản trợ cấp danh sách dân sự trị giá 200 bảng mỗi năm vào năm 1878 cho các dịch vụ cho khoa học
- Huy chương Albert của Hiệp hội Nghệ thuật Hoàng gia (1880), 'vì đã thành lập, sau khi nghiên cứu nhiều công sức nhất, mối quan hệ thực sự giữa nhiệt, điện và công việc cơ khí, do đó, cho kỹ sư một hướng dẫn chắc chắn trong ứng dụng khoa học trong công nghiệp'

Có một đài tưởng niệm Joule ở lối đi phía bắc của Tu viện Westminster, mặc dù ông không được chôn cất ở đó, trái với những gì tiểu sử nói. Một bức tượng Joule của Alfred Gilbert đứng trong Tòa thị chính Manchester, đối diện với Dalton.

## Gia đình
Năm 1847, Joule kết hôn với Amelia Grimes. Joule trở thành người góa vợ khi Amelia qua đời vào năm 1854, 7 năm sau đám cưới. Họ có ba đứa con với nhau: một đứa con trai, Benjamin Arthur Joule (1850-1922), một cô con gái, Alice Amelia (1852-1899) và một đứa con trai thứ hai, Joe (sinh năm 1854, đã qua đời ba tuần sau sinh).

## Tác phẩm tiêu biểu
- “On the Heat evolved by Metallic Conductors of Electricity, and in the Cells of a Battery during Electrolysis”. Philosophical Magazine. 19 (124): 260. 1841. doi:10.1080/14786444108650416.
- “On the Calorific Effects of Magneto-Electricity, and on the Mechanical Value of Heat”. Philosophical Magazine. 3. 23 (154): 435–443. 1843. doi:10.1080/14786444308644766. Truy cập ngày 4 tháng 3 năm 2014.
- “On the Changes of Temperature Produced by the Rarefaction and Condensation of Air”. Proceedings of the Royal Society of London. 5: 517–518. 1844. doi:10.1098/rspl.1843.0031.
- “On the Changes of Temperature Produced by the Rarefaction and Condensation of Air”. Philosophical Magazine. 3. 26 (174): 369–383. 1845. doi:10.1080/14786444508645153.
- “On the Mechanical Equivalent of Heat”. Brit. Assoc. Rep., Trans. Chemical Sect. 1845b. read before the British Association at Cambridge, June 1845
- “On the Existence of an Equivalent Relation between Heat and the ordinary Forms of Mechanical Power”. Philosophical Magazine. 3. 27 (179): 205–207. 1845c. doi:10.1080/14786444508645256.
- “On the Mechanical Equivalent of Heat”. Philosophical Transactions of the Royal Society of London. 140: 61–82. 1850. doi:10.1098/rstl.1850.0004.
- The Scientific Papers of James Prescott Joule. London: Physical Society. 1884. OL 239730M.